# Таганско-Краснопресненская линия
Тага́нско-Краснопре́сненская линия (до 1989 года — Жда́новско-Краснопре́сненская; в проекте — Тага́нско-Тверско́й и Рого́жско-Краснопресне́нский диаметры; также используется аббревиатура ТКЛ) — седьмая линия Московского метрополитена. Соединяет центр Москвы с её крупными северо-западными жилмассивами (Хорошёвский район, Щукино, Тушино) и юго-восточными районами (Выхино-Жулебино, Кузьминки и Текстильщики), а также с городами Московской области Котельники и Люберцы (станция «Котельники» с выходами в район и область). Единственная диаметральная линия, полностью расположенная на левом берегу Москвы-реки. На схемах обозначается фиолетовым цветом и числом  . На ней находится единственная станция в московском метро, полностью лишённая какой-либо «своей» навигации — «Выхино». Линия была первой в Московском метрополитене, переведённой на поезда из 8 вагонов.
Состоит из 23 станций, длина линии — 42,3 км. Среднее время поездки по всей линии — 59 минут. Долгое время являлась самой загруженной в Московском метрополитене: её среднесуточный пассажиропоток в 2014 году составлял 983,8 тысяч человек. Линия включает в себя два наземных участка («Волгоградский проспект» — «Текстильщики» и «Рязанский проспект» — «Лермонтовский проспект» с промежуточной наземной станцией «Выхино») и по одному депо на радиус. Участки, проходящие через спальные районы — мелкого заложения («Планерная» — «Улица 1905 года», «Пролетарская» — «Котельники»), а центральный участок — глубокого («Баррикадная» — «Таганская»).
Первая линия московского метро, на которой эксплуатировалось сразу 4 вида подвижного состава.
Единственная линия московского метро, одно из электродепо которой — ТЧ-11 «Выхино», расположено перед подземным участком («Выхино» — «Котельники»).
С конца декабря 2015 по май 2021 года названия станций объявлялись дополнительно на английском языке.

## Пуск участков
- 31 декабря 1966 года. Открыты первые станции Ждановской линии: «Таганская», «Пролетарская», «Волгоградский проспект», «Текстильщики», «Кузьминки», «Рязанский проспект» и «Ждановская» (ныне «Выхино»). Со станции «Таганская» был открыт переход на одноимённую станцию Кольцевой линии. За 19 дней до пуска первого участка, 12 декабря было открыто электродепо «Выхино»[10].
- 3 января 1971 года. Открыты обе платформы станции «Площадь Ногина» (ныне «Китай-город»), в тот же день станция была открыта для Калужской (ныне Калужско-Рижской) линии, организована кросс-платформенная пересадка[10].
- 30 декабря 1972 года. Открыты первые станции Краснопресненской линии: «Октябрьское Поле», «Полежаевская», «Беговая», «Улица 1905 года» и «Баррикадная». Со станции «Баррикадная» был открыт переход на станцию «Краснопресненская» Кольцевой линии. Поезда Краснопресненской линии стало обслуживать электродепо «Красная Пресня» Кольцевой линии[10].
- 17 декабря 1975 года. Открыты станции «Пушкинская» и «Кузнецкий Мост». Со станции «Кузнецкий мост» был открыт переход на станцию «Дзержинская» (ныне «Лубянка») Кировско-Фрунзенской (ныне Сокольнической) линии. Ждановская и Краснопресненская линии объединены в Ждановско-Краснопресненскую, электродепо «Красная Пресня» прекратило обслуживание Ждановско-Краснопресненской линии[10].
- 30 декабря 1975 года. Открыты станции «Планерная», «Сходненская», «Тушинская» и «Щукинская». Открыто электродепо «Планерное».
- 20 июля 1979 года. На Горьковско-Замоскворецкой (ныне Замоскворецкой) линии открыта станция «Горьковская» (ныне «Тверская») и переход на станцию «Пушкинская»[10].
- 30 декабря 1979 года. На Калининской линии открыта станция «Марксистская» и переход на станцию «Таганская»[10].
- 1983—1984 годы. Поэтапный перевод на восьмивагонные составы (первая линия с восьмивагонными составами в Московском метрополитене)[источник не указан 1289 дней].
- 31 декабря 1987 года. На Серпуховской (ныне Серпуховско-Тимирязевской) линии открыта станция «Чеховская» и переход на станцию «Пушкинская»[10].
- 13 января 1989 года. Ждановско-Краснопресненская линия переименована в Таганско-Краснопресненскую, станция «Ждановская» переименована в «Выхино»[10].
- 5 ноября 1990 года. Станция «Площадь Ногина» переименована в «Китай-город»[11][12][13].
- 23 июля 1997 года. Открыт переход на станцию «Крестьянская Застава» Люблинской (ныне Люблинско-Дмитровской) линии со станции «Пролетарская» (сама станция «Крестьянская Застава» была открыта на два года раньше)[10].
- 20 сентября 2013 года. Реконструкция южной платформы станции «Выхино» (движение из центра) с установкой турникетов на вход[источник не указан 1289 дней].
- 9 ноября 2013 года. Открыты станции «Лермонтовский проспект» и «Жулебино»[14].
- 27 августа 2014 года. Открыта законсервированная с 1975 года станция «Спартак»[15].
- 21 сентября 2015 года. Открыта станция «Котельники»[16].
- 26 февраля 2018 года. Открыт переход на станцию «Хорошёвская» Большой кольцевой линии со станции «Полежаевская»[17].
- 3 июня 2019 года. Открыт переход на станцию «Косино» Некрасовской линии со станции «Лермонтовский проспект»[18].
- 1 марта 2023 года. Открыт наземный (с 2025 года подземный) переход на одноимённую станцию Большой кольцевой линии со станции «Текстильщики».

## История
Прообраз Таганско-Краснопресненской линии содержался в проектах двух диаметров: Таганско-Тверского и Рогожско-Краснопресненского. Трассировка первого отчасти соответствует ныне построенной центральной части Таганского радиуса, а трасса Краснопресненского наиболее соответствовала современному прохождению линии в районе Красная Пресня. Однако планов строительства метро в направлении Кузьминского лесопарка не существовало вплоть до конца 1950-х годов, несмотря на отдалённость трассы линии от охранной зоны памятника архитектуры «Усадьба Влахернское-Кузьминки». Проект Краснопресненского радиуса предлагал трассировку для направления контура в район Хорошёво-Мнёвники по прямой трассе современного Звенигородского шоссе.
Приоритет строительству новой диаметральной линии был отдан Таганскому радиусу. В 1960 году институт Метрогипротранс получил проектное задание на строительство радиуса от Таганской площади до платформы Вешняки Казанского направления МЖД. Изначально на Таганском радиусе предполагалось строить 10 станций и вести его через Дубровку, завершаться должен был наземной станцией, совмещённой с одной из платформ для пригородных электропоездов. В январе 1961 года Таганский радиус было предложено продлить на ещё одну аналогичную станцию до следующей платформы Казанского направления МЖД — Косино, а станцию «Таганская» сделать кросс-платформенной с одноимённой станцией перспективного Калининского радиуса. Все станции, кроме «Таганской», а также «Вешняков» и «Косино», предполагались колонными мелкого заложения. Летом 1961 года Метрогипротранс утвердил упрощённый проект Таганского радиуса: он был спрямлён по трассе Остаповского шоссе (ныне Волгоградский проспект) и укорочен на четыре станции, среди которых две наземные были заменены одной посередине, а станция глубокого заложения «Таганская» спроектирована без кросс-платформенной пересадки. В 1965 году в проект была возвращена станция «Крестьянская Застава».
Работы на юго-восточном (Таганском) радиусе линии были начаты в конце лета 1962 года c возведением «стен в грунте» в основании будущих станций мелкого заложения и закладки ствола на месте станции «Таганская» в районе начала улицы Большие Каменщики. В этом же году линия начинает обозначаться на схемах как строящаяся, но с указанием проектных названий станций — «Крестьянская Застава» (сооружена как «Пролетарская»), «Остаповское шоссе» (сооружена как «Волгоградский проспект»), «Текстильщики», «Новые Кузьминки» (сооружена как «Кузьминки»), «Рязанское шоссе» (сооружена как «Рязанский проспект»), «Выхино» (сооружена как «Ждановская»). Весь радиус планировалось ввести в строй в 1965 году, однако из-за трудностей, вызванных сложными почвами в районе полей Сукина болота, пуск линии был перенесён на конец 1966 года. В 1964 году строящийся радиус метро был переименован в Ждановский, а севернее сельской застройки деревни Выхино расчищается площадка под строительство нового электродепо линии. За 1965-й была построена основная часть Таганского радиуса, в 1966-м линию наконец подвели к «Таганской». В августе 1966 года в почти готовое электродепо поступает новый подвижной состав, а 12 декабря состоялся технический пуск первого участка линии с одноимённым электродепо.
Первый участок будущей Ждановско-Краснопресненской линии длиной 12,9 км, включающий одну станцию глубокого, пять станций мелкого заложения и одну наземную, открылся для пассажиров 31 декабря 1966 года. Он проходил в основном под Волгоградским проспектом параллельно ему, связывая центр города с районами новой жилой застройки на юго-востоке города. До 1975 года этот участок назывался Ждановским радиусом; к нему относятся станции «Таганская», «Пролетарская», «Волгоградский проспект», «Текстильщики», «Кузьминки», «Рязанский проспект» и «Ждановская» (ныне «Выхино»).
В 1968 году начались работы на северо-западном, Краснопресненском, радиусе метро. Строительство первой очереди Краснопресненского радиуса отметилось очень проблемной гидрогеологией и необходимостью постоянной заморозки грунтов при проходке перегона в районе парковых путей станции Москва-Товарная-Смоленская Смоленского направления МЖД с целью недопущения их просадки.
30 декабря 1972 года был введён в эксплуатацию Краснопресненский радиус, соединивший центр Москвы с жилыми массивами на северо-западе города. При открытии этот участок имел протяжённость 7,2 км и включал пять станций: «Баррикадную», «Улицу 1905 года», «Беговую», «Полежаевскую» и «Октябрьское Поле». На станции «Полежаевская», сооружённой по уникальному проекту с двумя посадочными платформами и тремя путями, был оставлен задел под ответвление в сторону Серебряного Бора, которое в перспективе предполагалось соорудить вдоль Проспекта Маршала Жукова. Впоследствии было принято решение отказаться от строительства ввиду сильной перегрузки Краснопресненского радиуса.
Объединение Таганского (Ждановского) и Краснопресненского радиусов было окончательно утверждено Исполкомом Моссовета в феврале 1967 года, трассировка центрального участка линии была вынесена и закреплена на местности. Строительство центрального участка линии, соединившего Ждановский и Краснопресненский радиусы и образовавшего вместе с ними Ждановско-Краснопресненскую линию, началось в конце 1969 года. Участок «Таганская» — «Площадь Ногина» строился ускоренными темпами, с осени 1966 года параллельно уже велось строительство центрального участка Калужско-Рижской линии. Планировавшийся в 1960 году кросс-платформенный пересадочный узел для Ждановского и Калининского радиусов под Таганской площадью переместился на станцию дальше — его сооружение перенесено под площадь Ногина (ныне Славянская площадь) для организации пересадки на Калужско-Рижскую линию. В 1968 году Исполком Моссовета подтвердил данное решение. 3 января 1971 года его южная половина — от «Таганской» до «Площади Ногина» (ныне — «Китай-город») — начала работу; тогда открылась станция «Площадь Ногина»; последняя была совмещена с Калужско-Рижской линией. 17 декабря 1975 года открылась и северная половина центрального участка с двумя станциями — «Кузнецкий Мост» и «Пушкинская». Со станции «Кузнецкий Мост» был открыт переход на реконструированную станцию «Дзержинская» Кировско-Фрунзенской линии. Инженерно-геологические условия при строительстве этого участка также отличались большой сложностью. Таким образом, Ждановско-Краснопресненская линия появилась в 1975 году.

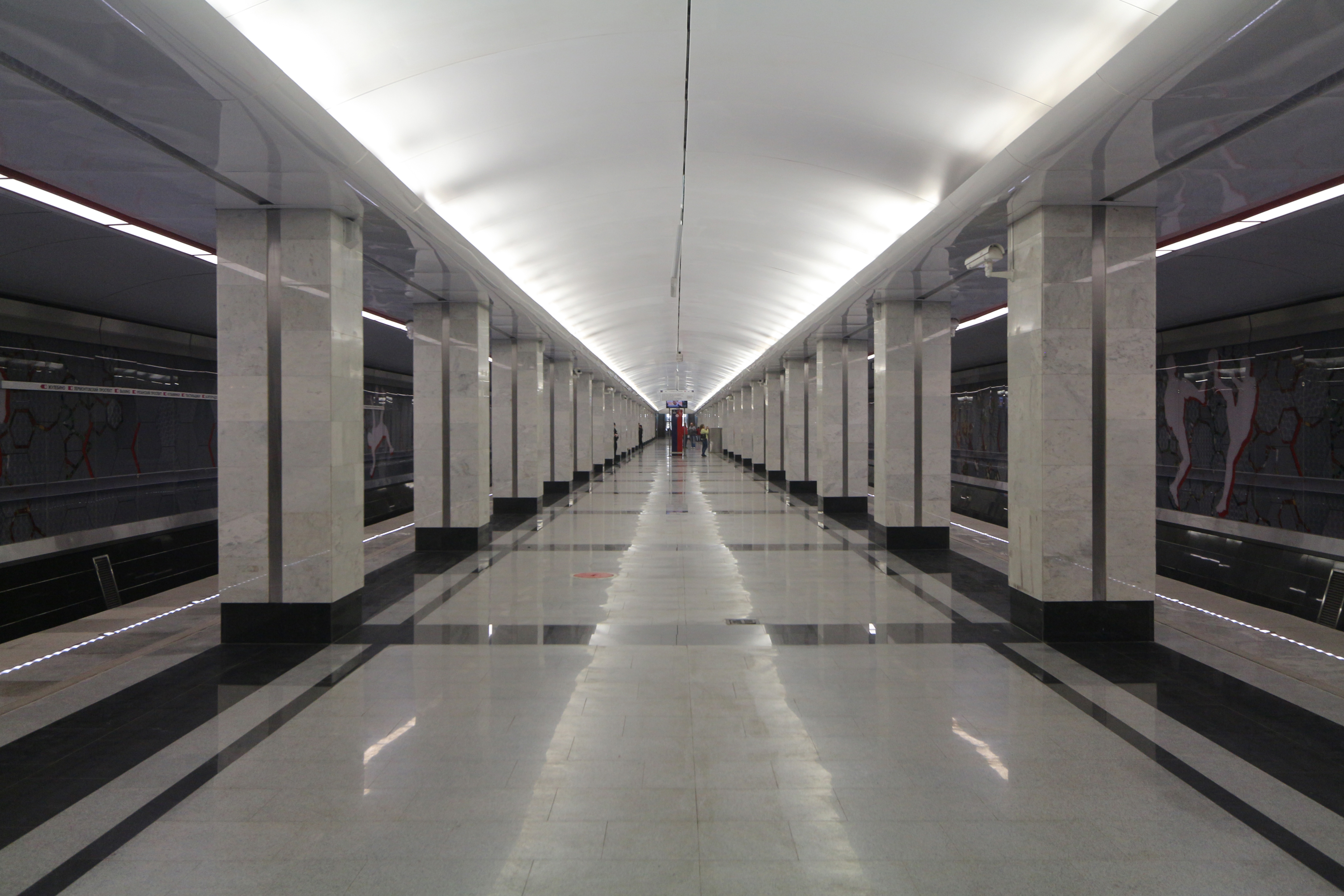
Станция

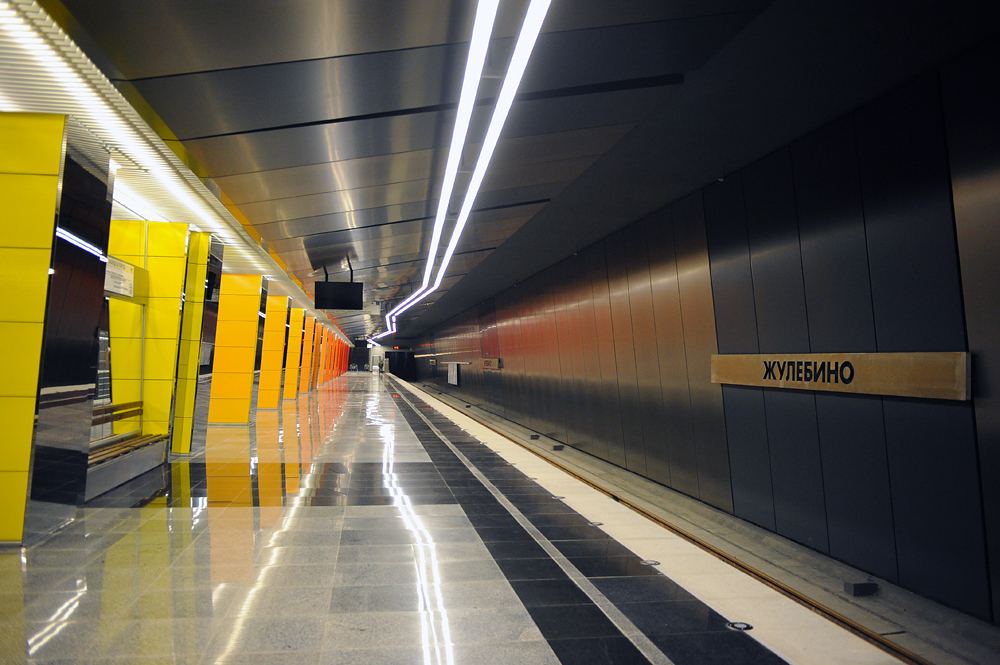
Станция

30 декабря 1975 года, менее чем через две недели после открытия центрального участка, линия была продлена на северо-запад — от станции «Октябрьское Поле» до станции «Планерная»; на этом участке длиной 9,7 км — четыре станции («Щукинская», «Тушинская», «Сходненская» и «Планерная»), все — мелкого заложения. Станция «Спартак» (носившая проектное название «Волоколамская»), находящаяся ныне между «Щукинской» и «Тушинской», была предусмотрена исходным проектом, но вступила в строй только в 2014 году. Проходка перегона под каналом имени Москвы осуществлялась под защитой толстой льдогрунтовой плиты, образованной в русле канала с одновременным замораживанием грунтов и частичным водопонижением.
С 19 октября 1976 года на линии в часы пик курсируют 40 пар поездов.
20 июля 1979 года станция «Пушкинская» стала пересадочной с «Горьковской» Горьковско-Замоскворецкой линии, 30 декабря — станция «Таганская» стала пересадочной с «Марксистской» Калининской линии. 31 декабря 1987 года станция «Пушкинская» стала пересадочной с «Чеховской» Серпуховской линии.
В 1984 году стала первой линией Московского метрополитена, полностью переведённой на восьмивагонные составы. Предварительно, в 1983 году, платформы станции «Ждановская» были удлинены в направлении последнего вагона прежде рассчитанные на шестивагонные составы.
13 января 1989 года станция «Ждановская» переименована в «Выхино», Ждановско-Краснопресненская линия — в Таганско-Краснопресненскую. 5 ноября 1990 года станция «Площадь Ногина» переименована в «Китай-город».
28 декабря 1995 года организована наземная пересадка на открывшуюся в этот день по соседству станцию «Крестьянская Застава» Люблинской линии со станции «Пролетарская». Сама пересадка ещё только строилась и была открыта 23 июля 1997 года.
Восточный конец линии — от «Выхино» до «Котельников» — был открыт в две очереди. Первая очередь, включавшая две станции — «Лермонтовский проспект» и «Жулебино» — была сдана в эксплуатацию 9 ноября 2013 года; вторая — со станцией «Котельники» — вступила в строй 21 сентября 2015 года. Изначально станции планировалось сдать к 2013 году, но из-за сложных геологических условий и проблем с принадлежностью областных земель сроки строительства всего участка не были соблюдены.
26 февраля 2018 года станция «Полежаевская» стала пересадочной с «Хорошёвской» Солнцевской и Большой кольцевой линий. 3 июня 2019 года — открыт переход на станцию «Косино» Некрасовской линии со станции «Лермонтовский проспект». 1 марта 2023 года открылся наземный (с 2025 года — подземный) переход между «Текстильщиками» Таганско-Краснопресненской и Большой кольцевой линий.

## Станции
|       | Название станции Прежние названия                         | Дата открытия    | Пере- садки | Глубина, м | Тип конструкции                            | Координаты                      | Вид станции |
| ----- | --------------------------------------------------------- | ---------------- | ----------- | ---------- | ------------------------------------------ | ------------------------------- | ----------- |
| @7 01 | «Планерная»                                               | 30 декабря 1975  |             | −6         | колонная мелкого заложения трёхпролётная   | 55°51′39″ с. ш. 37°26′11″ в. д. |             |
| @7 02 | «Сходненская»                                             | 30 декабря 1975  |             | −6         | односводчатая мелкого заложения            | 55°51′02″ с. ш. 37°26′23″ в. д. |             |
| @7 03 | «Тушинская»                                               | 30 декабря 1975  | D2          | −10,5      | колонная мелкого заложения трёхпролётная   | 55°49′36″ с. ш. 37°26′12″ в. д. |             |
| @7 04 | «Спартак»                                                 | 27 августа 2014  |             | −10        | колонная мелкого заложения трёхпролётная   | 55°49′06″ с. ш. 37°26′09″ в. д. |             |
| @7 05 | «Щукинская»                                               | 30 декабря 1975  | D2          | −13        | колонная мелкого заложения трёхпролётная   | 55°48′31″ с. ш. 37°27′51″ в. д. |             |
| @7 06 | «Октябрьское Поле»                                        | 30 декабря 1972  | 14 14       | −9         | колонная мелкого заложения трёхпролётная   | 55°47′37″ с. ш. 37°29′37″ в. д. |             |
| @7 07 | «Полежаевская»                                            | 30 декабря 1972  | 11 14       | −10        | колонная мелкого заложения трёхпролётная   | 55°46′39″ с. ш. 37°31′09″ в. д. |             |
| @7 08 | «Беговая»                                                 | 30 декабря 1972  | D1          | −9         | колонная мелкого заложения трёхпролётная   | 55°46′26″ с. ш. 37°32′48″ в. д. |             |
| @7 09 | «Улица 1905 года»                                         | 30 декабря 1972  |             | −11        | колонная мелкого заложения трёхпролётная   | 55°45′54″ с. ш. 37°33′41″ в. д. |             |
| @7 10 | «Баррикадная»                                             | 30 декабря 1972  | 05          | −30        | пилонная глубокого заложения трёхсводчатая | 55°45′40″ с. ш. 37°34′46″ в. д. |             |
| @7 11 | «Пушкинская»                                              | 17 декабря 1975  | 02 09       | −51        | колонная глубокого заложения трёхсводчатая | 55°45′54″ с. ш. 37°36′28″ в. д. |             |
| @7 12 | «Кузнецкий Мост»                                          | 17 декабря 1975  | 01          | −39,5      | колонная глубокого заложения трёхсводчатая | 55°45′38″ с. ш. 37°37′33″ в. д. |             |
| @7 13 | «Китай-город» Площадь Ногина (с 03.01.1971 до 05.11.1990) | 3 января 1971    | 06          | −29        | колонная глубокого заложения трёхсводчатая | 55°45′19″ с. ш. 37°38′00″ в. д. |             |
| @7 14 | «Таганская»                                               | 31 декабря 1966  | 05 08       | −36        | пилонная глубокого заложения трёхсводчатая | 55°44′25″ с. ш. 37°39′08″ в. д. |             |
| @7 15 | «Пролетарская»                                            | 31 декабря 1966  | 10          | −9         | колонная мелкого заложения трёхпролётная   | 55°43′55″ с. ш. 37°39′57″ в. д. |             |
| @7 16 | «Волгоградский проспект»                                  | 31 декабря 1966  | 14          | −8         | колонная мелкого заложения трёхпролётная   | 55°43′31″ с. ш. 37°41′13″ в. д. |             |
| @7 17 | «Текстильщики»                                            | 31 декабря 1966  | 11 D2       | −13        | колонная мелкого заложения трёхпролётная   | 55°42′32″ с. ш. 37°43′54″ в. д. |             |
| @7 18 | «Кузьминки»                                               | 31 декабря 1966  |             | −8         | колонная мелкого заложения трёхпролётная   | 55°42′20″ с. ш. 37°45′56″ в. д. |             |
| @7 19 | «Рязанский проспект»                                      | 31 декабря 1966  | D3          | −6         | колонная мелкого заложения трёхпролётная   | 55°43′01″ с. ш. 37°47′36″ в. д. |             |
| @7 20 | «Выхино» Ждановская (с 31.12.1966 до 13.01.1989)          | 31 декабря 1966  | D3          | 0          | наземная, открытая                         | 55°42′56″ с. ш. 37°49′05″ в. д. |             |
| @7 21 | «Лермонтовский проспект»                                  | 9 ноября 2013    | 15 D3       | −12        | односводчатая мелкого заложения            | 55°42′05″ с. ш. 37°51′09″ в. д. |             |
| @7 22 | «Жулебино»                                                | 9 ноября 2013    |             | −15        | колонная мелкого заложения двухпролётная   | 55°41′08″ с. ш. 37°51′23″ в. д. |             |
| @7 23 | «Котельники»                                              | 21 сентября 2015 |             | −15        | колонная мелкого заложения двухпролётная   | 55°40′27″ с. ш. 37°51′30″ в. д. |             |

## Депо и подвижной состав
| Электродепо           | Период      |
| --------------------- | ----------- |
| ТЧ-11 «Выхино»        | с 1966 года |
| ТЧ-4 «Красная Пресня» | 1972—1975   |
| ТЧ-6 «Планерное»      | с 1975 года |

До продления линии в 2013 году к станции «Жулебино» была единственной в Московском метрополитене, имевшей по депо в каждом конце.

### Количество вагонов в поезде
| Количество | Период      |
| ---------- | ----------- |
| 4          | 1972—1975   |
| 6          | 1966—1975   |
| 7          | 1975—1984   |
| 8          | с 1983 года |

Линия стала первой в Московском метрополитене, переведённой на поезда из 8 вагонов.

### Тип подвижного состава
| Тип                                | Период      |
| ---------------------------------- | ----------- |
| Е                                  | 1966—1974   |
| Еж, Еж1, Ем-508, Ем-509            | 1971—1980   |
| Еж3, Еж6, Ем-508Т                  | 1974—2020   |
| 81-717/714                         | 2012—2017   |
| 81-760/761 «Ока»                   | 2015—2018   |
| 81-760А/761А/763А «Ока»            | 2016—2018   |
| 81-765/766/767 «Москва»            | с 2017 года |
| 81-765.3/766.3/767.3 «Москва»      | 2018—2019   |
| 81-765.4/766.4/767.4 «Москва-2019» | 2024        |

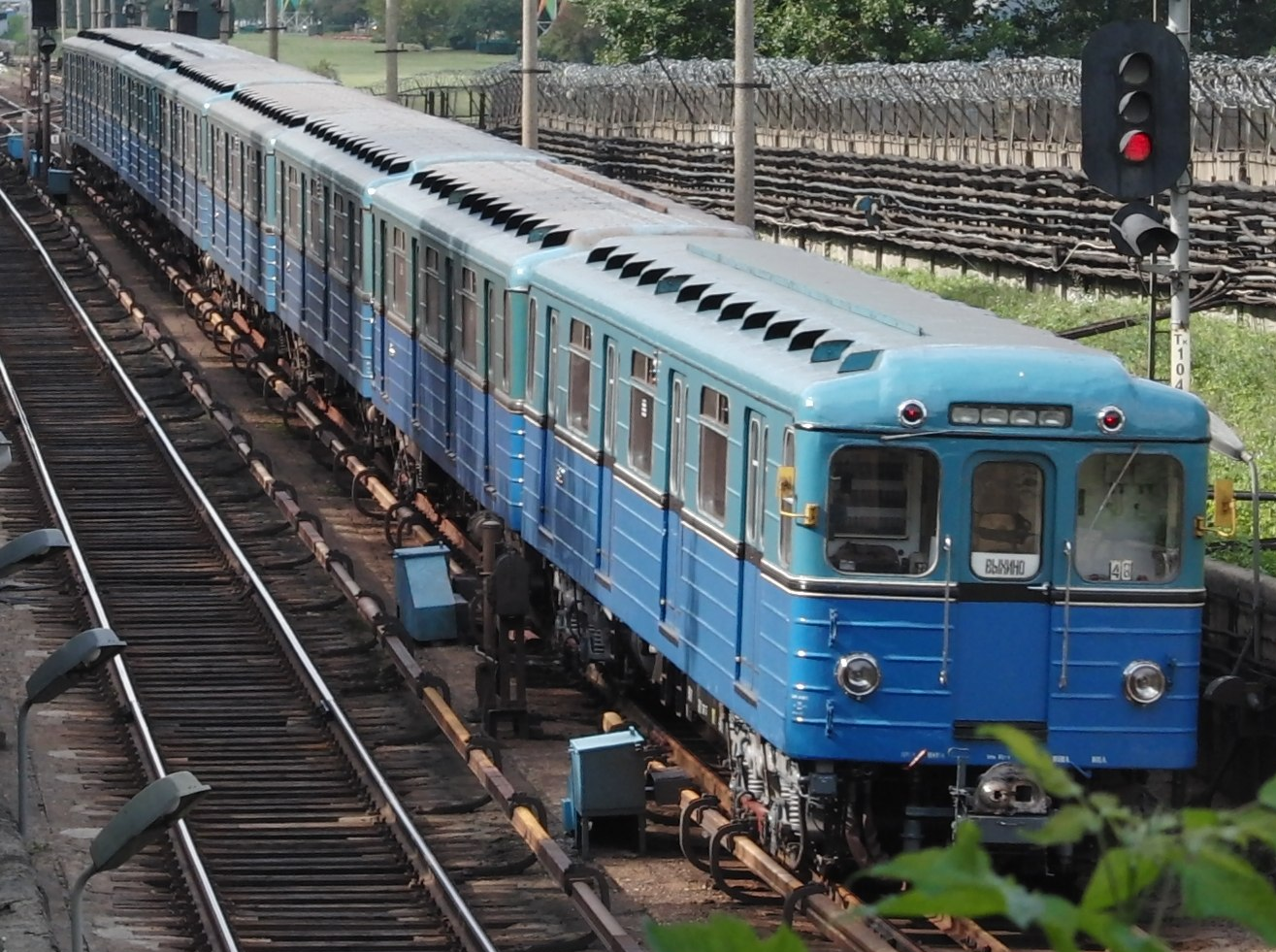
Электропоезд из вагонов Еж3/Ем-508Т на наземном участке «Текстильщики» — «Волгоградский проспект»

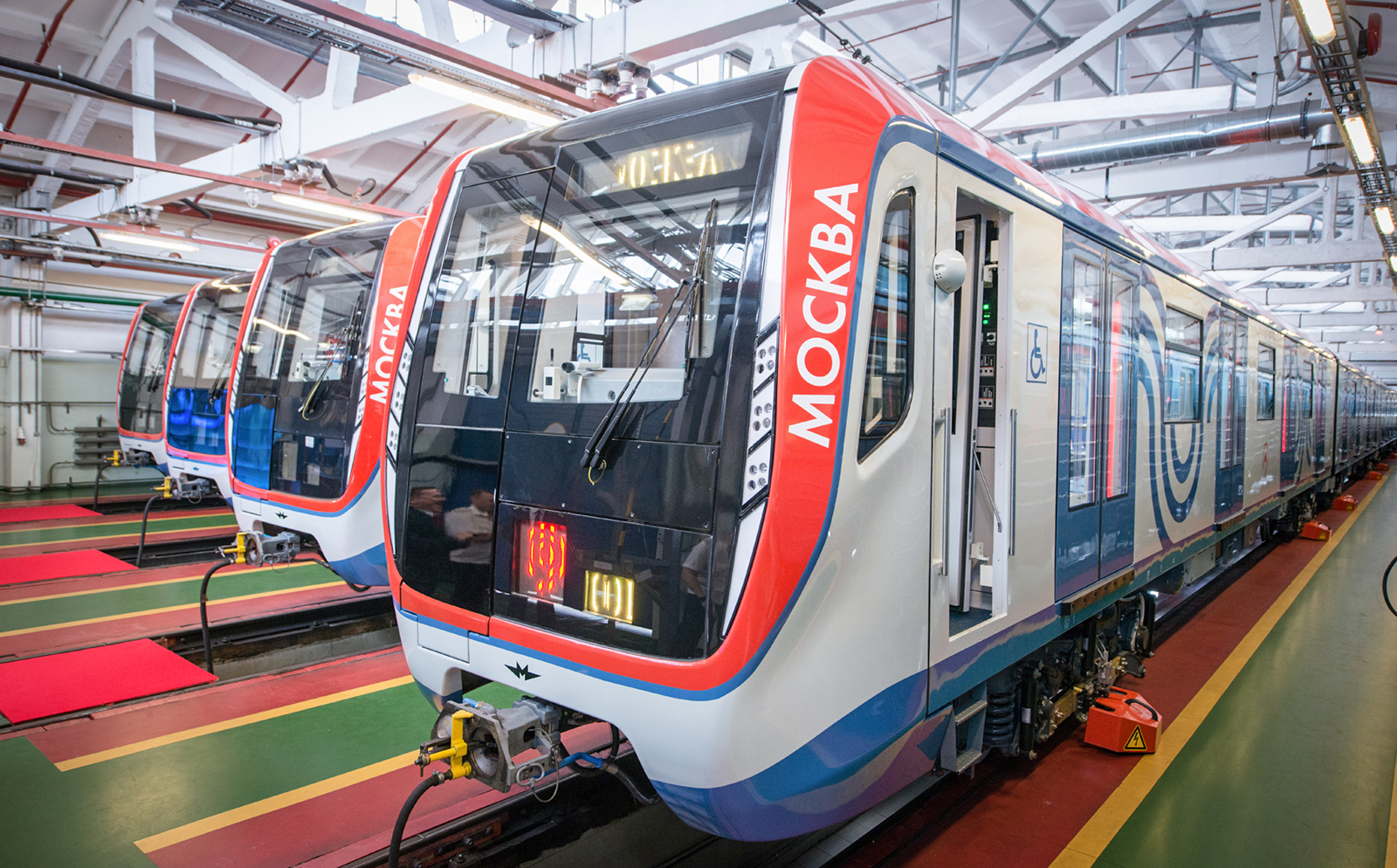
Электропоезда из вагонов 81-765/766/767 «Москва» в депо «Выхино»

Таганско-Краснопресненская — последняя линия Московского метрополитена, на которой в период с 2010 по 2020 год эксплуатировались вагоны старых типов Еж3 и Ем-508Т, причём до 2012 года весь парк линии состоял из этих вагонов. С 2002 по 2011 год на ЗАО «ЗРЭПС» (завод по ремонту электроподвижного состава) (ныне — ВРК (вагоноремонтный комплекс) «Выхино») велась их модернизация, в результате которой срок службы вагонов был продлён на 15 лет. 13 июня 2020 года регулярная эксплуатация вагонов данного типа в Московском метрополитене была полностью прекращена.
С 24 октября 2012 года на линии началась пассажирская эксплуатация вагонов серии 81-717/714, переданных с Калининской и Серпуховско-Тимирязевской линий, где они были заменены на вагоны нового поколения. Переданные составы были предназначены для увеличения количества поездов под продление линии, а также на замену вагонов типов Еж3 и Ем-508Т, выведенных из эксплуатации. Со 2 июля 2016 года депо «Выхино» прекратило эксплуатацию вагонов 81-717/714, в июне 2017 года эти составы были полностью заменены и в депо «Планерное».
31 октября 2015 года в депо «Выхино» поступил первый новый состав из вагонов 81-760/761 «Ока» для обучения машинистов. 11 декабря 2015 года на линии началась пассажирская эксплуатация вагонов данного типа. 26 марта 2018 года эксплуатация вагонов типа 81-760/761 «Ока» на Таганско-Краснопресненской линии была прекращена.
С 3 февраля 2016 года началась эксплуатация с пассажирами двух составов «Ока» модификации 81-760А/761А/763А со сквозным проходом, ранее работавших на Серпуховско-Тимирязевской линии. С 12 апреля 2016 года на линии начал эксплуатироваться третий поезд 81-760А/761А/763А «Ока». В январе 2018 года первые два поезда прекратили эксплуатацию на Таганско-Краснопресненской линии, спустя месяц завершил работу последний третий состав. Все три поезда являлись именными и носили названия «Поезд Победы», «80 лет в ритме столицы» и «Космический поезд» соответственно.
1 февраля 2017 года в депо «Выхино» поступил первый инновационный поезд модели 81-765/766/767 «Москва» со сквозным проходом. 14 апреля 2017 года состав из вагонов «Москва» впервые вышел на линию с пассажирами. В 2020 году линия была полностью укомплектована вагонами данного типа.
С 20 сентября 2024 года в связи с нехваткой подвижного состава на линии началась временная эксплуатация состава из вагонов 81-765.4/766.4/767.4 «Москва-2019».

## Средства сигнализации и связи
Основное средство сигнализации — двузначная автоблокировка, дополненная сигналами «один жёлтый огонь» и «один жёлтый и один зелёный огни», с автостопами, защитными участками и внепоездным контролем скорости. Применяется сигнал «один красный и один жёлтый огни».
Дополнительное средство сигнализации — автоматическая локомотивная сигнализация с автоматическим регулированием скорости (АЛС-АРС).
Путевое (напольное) оборудование АЛС-АРС: Модернизированная АРС, тип 1/5 (уникальна для линии и используется только на ней), поездное — 2/5: две подаваемых частоты (максимальная допустимая скорость на данном участке), пять используемых показаний (частот).
Резервное средство сигнализации: отсутствует, так как не требуется.

## Зонный оборот поездов
По причине невозможности в часы пик организовать оборот всех поездов на конечной станции (заезд в тупик, смена «головы», перевод стрелки и выезд занимают больше времени, чем интервал движения, особенно если учесть пересечение траекторий поездов на въезде и выезде), организуют так называемые зонные обороты поездов, то есть некоторые поезда следуют не до конечной станции, а до ближайшей станции, где есть путевое развитие и возможность быстро организовать оборот поезда. На Таганско-Краснопресненской линии для этих целей используют станции: «Октябрьское Поле» в сторону станции «Планерная», «Выхино» и «Жулебино» в сторону станции «Котельники», а также иногда «Полежаевскую» для ночного отстоя.

## Происшествия

#### Взрыв в подземном переходе станции «Пушкинская» (2000)
8 августа 2000 года в 17:55 в подземном переходе на Пушкинской площади в Москве сработало взрывное устройство. Погибли 13 человек, 118 получили ранения.

#### Гибель машиниста поезда (2005)
28 апреля 2005 года на станции «Выхино» под прибывающий поезд бросилась 22-летняя девушка. Машинист успел применить экстренное торможение, благодаря чему она отделалась лёгкими травмами, однако 47-летний машинист через полчаса скончался от сердечного приступа, не выдержав пережитого.

#### Авария энергосети (2005)
25 мая 2005 года движение поездов на линии частично отсутствовало из-за аварии на энергосети, поезда подолгу стояли в тоннеле между станциями.

#### Авария грузового поезда (2009)
22 декабря 2009 года, в районе 10 часов утра, грузовой поезд депо «Планерное» 3361ср-6145-5544 отправился от станции «Планерная» в сторону центра. Из-за неисправности поезд шёл с ограниченной скоростью. На станции «Сходненская» из вагона № 3361 выпала колёсная пара и выдавила дверь. Движение по линии было затруднено, пока поезд не перегнали на тупиковые пути станции «Октябрьское Поле». Движение поездов было восстановлено ближе к 12 часам дня.

#### Авария контактного рельса (2013)
5 мая 2013 года в 8:07 на перегоне между станциями «Выхино» и «Рязанский проспект», через 300 м после въезда в туннель, произошло замыкание контактного рельса «на землю» и выгорание узла контактного рельса. 3 пассажира обратились за медицинской помощью. Более 300 человек из двух составов были эвакуированы к «Выхино». В 08:20 в результате отключения напряжения на участке «Выхино» — «Рязанский проспект» остановлено движение электропоездов между станциями «Выхино» и «Текстильщики» Московского метрополитена. В 08:35 были закрыты на вход станции «Кузьминки», «Выхино» и «Рязанский проспект». Организовано оповещение населения через терминалы ОКСИОН и движение наземного транспорта между станциями «Выхино» и «Текстильщики» (всего около 120 автобусов). Около 10:00 движение поездов на участке полностью восстановлено. Причиной аварии стало попадание воды из «течи» в обделке тоннеля на узел контактного рельса.

#### Прорыв строящегося тоннеля (2013)
26 июня 2013 года на строившемся перегоне «Выхино» — «Лермонтовский проспект» во время проходки межтоннельной сбойки — небольшого хода между левым и правым тоннелями — произошёл прорыв водонасыщенного грунта из забоя (участок располагался на территории бывших косинских болот); как пояснил начальник управления строительства метрополитена городского департамента строительства Дмитрий Дорофеев, водоприток оказался выше, чем можно было предположить по результатам геологических изысканий. Строители успели эвакуироваться, обошлось без жертв. Произошло смещение обделки обоих тоннелей на величины, превышающие критические, на протяжении примерно 80 метров. Участки тоннелей длиной 150 метров закрыты и забетонированы с обеих сторон для предупреждения возможности повреждения тоннелей на большем протяжении. В конце июля 2013 года начались восстановительные работы. Руководством было принято решение полностью раскопать и демонтировать бетонные тюбинги, за исключением основания, на которое поставить чугунные ободы-опоры, связанные между собой идентичной арматурой, и позже, поверх чугуна по номерному диаметру заново залить бетон.

#### Падение машиниста из подвижного состава (2013)
19 октября 2013 года вечером на перегоне между станциями «Кузьминки» и «Рязанский проспект» состав въехал на станцию «Рязанский проспект», и, не доезжая до знака остановки первого вагона, был остановлен системой УППС (устройство предотвращения проезда станции). Маневровый машинист сел в кабину, довёл поезд до знака, открыл двери и доложил, что состав пришёл без машиниста, чем удивил ДЦХ. Было включено освещение на перегоне, и машинист следом идущего состава был предупреждён о следовании по перегону «с особой бдительностью». Он обнаружил тело практически рядом со станцией. Извлекал тело вместе с сотрудником полиции машинист следующего поезда, который сел на станции «Кузьминки». Есть версия, что у погибшего случился сердечный приступ. Она гласит, что ему стало плохо, он попытался открыть окно, но, перепутав ручки, открыл дверь. Поняв свою ошибку, он попытался закрыть дверь и выпал.

#### Возгорание на станции «Выхино» (2016)
8 июля 2016 года в 5:22 утра в одном из административных помещений станции «Выхино» произошёл пожар, из-за чего на участке Таганско-Краснопресненской линии было приостановлено движение поездов. Происходило горение восьми погонных метров кабеля высокого напряжения. Сведений о пострадавших не поступало, возгорание было локализовано в 6:07 и ликвидировано в 6:17. Движение поездов по Таганско-Краснопресненской линии осуществлялось от станции «Текстильщики» до станции «Планерная» в обоих направлениях. Компенсационные автобусы «М» от станции «Котельники» до станции «Текстильщики» были организованы уже к открытию станций метро — к 5:30 утра. В 8:21 было подано напряжение на участке от станции «Выхино» до станции «Текстильщики», с 8:57 движение по всей Таганско-Краснопресненской линии (от станции «Котельники» до станции «Планерная») было восстановлено и стало осуществляться с увеличенными шестиминутными интервалами. Компенсационный маршрут автобуса «М» продолжал работу до полного восстановления графика движения поездов. Движение на Таганско-Краснопресненской линии было восстановлено в полном объёме до окончания дня.

#### Пробитие поездом «Москва» стены электродепо «Планерное» (2020)
В ночь со 2 на 3 июня 2020 года машинист электродепо «Планерное», забыв отжать кнопку контроля резервного тормоза (КТР), пробил стену электродепо на скорости около 5 км/ч.